# Avere vent'anni
Avere vent'anni é um filme italiano de 1978, dirigido por Fernando Di Leo.

## Sinopse
Lia (Gloria Guida) e Tina (Lilli Carati) são duas jovens que decidem juntar-se a uma comunidade onde se pratica o amor livre... pelo menos foi o que elas pensaram. As coisas não saem como planearam e acabam por se envolver com prostituição, polícia e um gang agressivo.

## Elenco
Gloria Guida - Lia 
Lilli Carati - Tina 
Ray Lovelock - Rico 
Vincenzo Crocitti - Riccetto 
Giorgio Bracardi - Commissario Maresciallo Zambo 
Leopoldo Mastelloni - Arguinas 
Roberto Reale - Head of rapists 
Serena Bennato - Lesbian car driver 
Daniele Vargas - Prof. Affatati 
Vittorio Caprioli - Nazariota 
Licinia Lentini - Lesbian woman 
Daniela Doria - Patrizia 
Raul Lovecchio - Vice-commissioner (as Raoul Lo Vecchio) 
Fernando Cerulli - Retired civil servant